# Salem Rashid
Salem Rashid Obaid (Arabic:سالم راشد عبيد) (sinh ngày 21 tháng 12 năm 1993) là một cầu thủ bóng đá người Các Tiểu vương quốc Ả Rập Thống nhất. Hiện tại anh thi đấu cho Al Jazira.